# 아야부키 마오
아야부키 마오 (彩吹 真央, 1973년 6월 9일 ~ )는 다카라즈카 가극단 유키구미의 남역 2번수 출신 배우이다. 오사카부 동오사카시 출신. 본명은 사이토 유미코(斋藤ゆみこ).
공칭신장 169cm, 혈액형 O형, 애칭 「유미코」.

## 약력
- 4형제의 넷째로 출생. 엄마가 다카라즈카를 좋아해서 유년시절부터 다카라즈카 가극을 봐옴. 초등학교 6학년 때부터 다카라즈카 코도모 아테네에 들어가, 시오미 마호와 친해짐. 시죠나와테 학원 고등부 졸업 후, 3회째의 수시로 다카라즈카 음악학교 합격.

- 1992년, 다카라즈카 음악학교 입학. 제 80기생.

- 1994년, 다카라즈카 가극단 입단. 하나구미 『블랙잭 위험한 도박 / 불새』로 초무대. 동기는 센 호사치, 키리야 히로무 등.

- 1995년 《유키구미》로 배속. 노래, 춤으로 우수한 남역스타로써 주목을 이끔.『아사지야가도』의 본공연에서, 이름도 없는 소년 무사역을 연기했다. 그 이름없는 소년을 열심히 연기하는 그녀의 모습을 재밌다 생각했는지, 연출가인 사카이 스미오로부터 「코타로」라는 배역명이 주어졌다. 배우로써의 노력이 인정받은 순간의 에피소드여서, 그 후 눈에 띄는 성장을 보여주게 된다.

- 1998년, 《하나구미》로 조바꿈.

- 2000년 『겐지 이야기 아사키 유메미시』로 신인공연 첫주연. 이후 대극장 공연 「루드비히II세」신인공연에서도 주연을 맡는다.

- 2002년 5월『호박색 비에 젖어서』동경공연에서는, 톱스타 타쿠미 히비키의 휴연으로, 대역으로 주인공의 친구 미셸을 연기하게 되어 호평을 받음. 8월 『달의 등불』에서 란쥬 토무와 함께 바우홀 첫주연. 신 톱스타 하루노 스미레의 취임에 이어, 《하나구미》 남역 3번수가 됨. 10월 「엘리자베트」에서는 루돌프 황태자를 호연.

- 2004년 바우·뮤지컬 『NAKED CITY』로 바우홀 단독 첫 주연을 한다. 연속 만원 사례의 인기로, 당당히 바우 첫 주연이 됨.

- 2006년 6월 『팬텀』캐리얼역, 성실한 연기와 가창력으로 즐길 수 있는 명연과 높은 평가를 받음. 11월 전국 투어 『덧없는 사랑』쟝역, 하루노 스미레와 호각으로 연기해 존재감을 띄웠다. 동년 12월 2일부로, 다시 《유키구미》에 조바꿈. 신 톱스타 미즈 나츠키의 취임에 맞춰, 《유키구미》 2번수가 됨.

- 2007년 5월『엘리자베트』에서 오스트리아 황제 프란츠 요제프 역을 맡아, 발군의 가창으로 무대를 압권. 초연 유키구미(1996년 : 흑천사・신인공연에서는 스테판과 엘마), 하나구미(2002년 :루돌프)에 이어서, 스스로 3번째의 엘리자베트 출연이기에, 최다 기록자의 한 명이 됨.(등장인물 5명을 전부 연기한 기록은 아직 아무한테도 없다) 10월『실버・로즈・크로니클』로 드라마시티・일본 청년관 첫주연을 다한다. 다카라즈카의 남역으로서는 진기하고 순수 오타쿠 청년을, 경연하게 자유 자재로 열연, 따뜻하고 퓨어한 매력을 전개해, 신 경지를 개척.

이후, 유키구미의 2번수 남역으로서 가창력을 필두로 하는 실력을 무기로, 톱스타 미즈 나츠키와 호흡을 맞춘 연기를 보여, 무대를 끌어당기는 호연을 보여주고 있다.
- 2009년 1월 아야부키 마오 디너쇼『 Love Letter 』개최. 특색의 가창력을 아낌없이 발휘했다.

- 2010년 4월 25일, 유키구미 공연 『솔페리노의 새벽 -앙리 뒤낭의 일생-』 의 도쿄공연 흥행 최종일을 끝으로 다카라즈카 가극단을 퇴단했다.